# Anisodus luridus
Anisodus luridus ist eine Pflanzenart aus der Gattung Anisodus innerhalb der Familie der Nachtschattengewächse (Solanaceae). Die Art ist in der Volksrepublik China verbreitet.

## Beschreibung

### Vegetative Merkmale
Anisodus luridus ist eine ausdauernde Pflanze, die Wuchshöhen zwischen 5 und 120 cm erreicht. Die Pflanzen sind oftmals gelb-braun filzig behaart. Die Laubblätter besitzen einen 2 bis 4 cm langen Blattstiel, ihre Blattspreite ist eiförmig oder elliptisch und erreicht eine Länge von 7 bis 15 (selten bis 22) cm sowie eine Breite von 4 bis 8,5 (selten bis 11) cm. Sie ist papierartig, besonders entlang der Adern flaumig behaart, die Unterseite ist allgemein stärker behaart. Die Basis der Blattspreite ist stumpf oder leicht am Blattstiel herablaufend, nach vorn sind die Blätter spitz, der Blattrand ist ganzrandig oder geschwungen.

### Blüten
Die Blüten stehen einzeln in den Blattachsen an 1 bis 5 cm langen Blütenstielen und sind nickend. Der Kelch ist glocken- bis urnenförmig, wird 3 bis 3,5 cm lang und ist deutlich mit gewellten Rippen besetzt, die besonders an der Basis borstig behaart sind. Der Rand des Kelches ist geschwungen oder gelappt, die Kelchlappen sind kurz und gelegentlich ungleichförmig. Die Krone ist blass gelb-grün gefärbt und wird etwa 3,5 cm lang und steht leicht über den Kelch hinaus. Auf der Innenseite ist sie oftmals gepunktet, die Kronlappen sind leicht purpurn und abgerundet. Die Innenseite der Krone ist behaart, die Außenseite ist nur bis zur Mitte der Kronröhre behaart.
Die Staubfäden sind behaart, die Staubbeutel werden etwa 5 mm lang.

### Früchte
Zur Fruchtreife verlängert sich der Blütenstiel auf eine Länge von 2 bis 2,5 cm und ist gebogen. Der Kelch verdoppelt sich in der Länge und umschließt die etwa 5 cm lange Kapselfrucht. Die Kelchlappen sind nicht mehr zu unterscheiden und verkahlen gelegentlich.

### Chromosomenzahl
Die Chromosomenzahl beträgt 2n = 48.

## Vorkommen und Standorte
Die Art kommt in Volksrepublik China, Nepal, Indien und Bhutan; in China ist sie in Sichuan, im Südosten Tibets und im Nordwesten Yunnans zu finden. Sie wächst an grasigen Hängen und in der Nähe von Bergflüssen in Höhenlagen zwischen 3200 und 4200 m.